# Romanogobio antipai
Romanogobio antipai är en fiskart som först beskrevs av Banarescu, 1953.  Romanogobio antipai ingår i släktet Romanogobio och familjen karpfiskar. IUCN kategoriserar arten globalt som utdöd. Inga underarter finns listade i Catalogue of Life.